# Denis Theurillat
Pour les articles homonymes, voir Theurillat.
Denis Theurillat, né le 21 septembre 1950 à Épauvillers, actuellement commune de Clos du Doubs, est un prélat catholique suisse, évêque auxiliaire émérite de Bâle depuis 8 février 2021.

## Biographie
Denis Theurillat est né le 21 septembre 1950 à Épauvillers en Suisse. Il suit sa scolarité obligatoire au collège de Saint-Maurice duquel il sera nommé chanoine d'honneur le 21 septembre 2012 conjointement avec l'évêque Pierre Farine. Puis, il effectue une formation en théologie à l'université de Fribourg qu'il achève en 1975. L'année d'après il est ordonné prêtre le 16 mai 1976. Après avoir servi plusieurs charges presbytérales au sein du diocèse de Bâle, il est nommé vicaire pour la partie francophone dudit diocèse en 1997 et trois ans plus tard il est ordonné évêque auxiliaire. Il reçoit la consécration épiscopale de Kurt Koch, futur cardinal de Nostra Signora del Sacro Cuore.
Le 8 février 2021, après vingt ans de service pastoral, il prend sa retraite, pour raisons de santé. Il s'était retiré auprès des Sœurs de la Divine Providence de Baldegg (de) à Baldegg (de), dans le canton de Lucerne.